# Оверленд-Пасс (трубопровід для ЗВГ)
Оверленд-Пасс (трубопровід для ЗВГ) — трубопровід у центральній частині США, споруджений для транспортування суміші зріджених вуглеводневих газів (ЗВГ) зі штатів Вайомінг та Колорадо до ЗВГ-хабу в Канзасі.
Введений в експлуатацію у 2008 році трубопровід спорудили на паритетних засадах компанії ONEOK та Williams. Він починається від належного останній газопереробного заводу Опал у південно-західній частині Вайомінгу, після чого прямує на схід та проходить по півночі штату Колорадо. Довжина його основної траси становить 760 миль (приблизно 1220 км), а в Колорадо до неї з півдня приєднуються дві бічні гілки довжиною 150 та 125 миль (240 км та 200 км відповідно), котрі подають додаткові об'єми ЗВГ із нафтогазових басейнів Пайсенс та Денвер-Юлесбург. Завершується трубопровід у канзаському ЗВГ-хабі, де, зокрема, діють установки фракціонування у Буштоні (належить ONEOK) та Конвеї (під операторством Williams), розташовані асоційовані з ними підземні сховища та точки доступу до трубопровідної системи ONEOK NGL, котра прямує до надпотужного ЗВГ-хабу в техаському Монт-Белв'ю.
Трубопровід, виконаний у діаметрах 350 мм та 400 мм, первісно мав пропускну здатність у 110 тисяч барелів на добу. Станом на 2010-й рік цей показник рахували вже як 140 тисяч барелів, а у 2012-му ухвалили рішення під'єднати до нього трубопровід Bakken NGL, що потребувало збільшити пропускну здатність Оверленд-Пасс до проектних 255 тисяч барелів на добу. Bakken NGL став до ладу в 2014-му.